# گرشاسپ: گرز ثریت
گرشاسپ: گُرز ثریت (با نام قدیم سوشیانت) یک بازی ویدئویی سوم شخص اکشن ایرانی است که فن‌افزار شریف آن را ساخت و در ۴ آبان ۱۳۸۹ توسط لوح زرین نیکان منتشر گردید. این بازی بر اساس اسطوره‌های کهن ایرانی طراحی شده‌است و بر روی کامپیوترهای شخصی قابل اجرا است.
گرشاسپ: راز اژدها در سال ۱۳۹۱ منتشر شد.
استودیو دِد مِیج (Dead Mage) در شهر هیوستون در تگزاس اکنون صاحب امتیاز این بازی است.

## داستان بازی
سال‌ها از نخستین نبرد میان انسان‌ها و اهوراها در سپاه نور در برابر سپاه تاریکی می‌گذرد و هم‌اکنون بیشتر شهرهای خوَنیرَث در تسلط دیوان خبیث قرار گرفته‌است و اهوراهای جاویدان منزوی گشته‌اند و انسان‌ها در اسارت و بندگی دیوان ظالم قرار دارند. سوشیانت که در زمان تهاجم دیوان به شهر زیبای سیاوش‌گرد، نوزادی بود که توسط عده‌ای از اهالی شهر نجات داده شده و در حومه سیاوشگرد و دشت‌های کنار فراخکرت بزرگ شده بود، اینک به قصد آزادسازی شهر خود روانه سیاوشگرد می‌شود که در تسلط کامل دیوان و اشموغان اکومندیو قرار دارد.

## شرکت سازنده
بازی گرشاسپ محصول شرکت فن‌افزار شریف می‌باشد که مراحل تولید آن از سال ۸۶ آغاز شده‌است. شرکت فن‌افزار فعالیت رسمی خود را از سال ۱۳۸۲ در زمینه تولید نرم‌افزار آغاز نموده و سپس تحت نام دد میج در تگزاس کار خود را ادامه داد.

## اقبال
| گردآورنده | امتیاز |
| --------- | ------ |
| متاکریتیک | 53%    |

آی جی ان نمره ۵ از ۱۰ به بازی داد.